# هوغو ريكس
هوغو ريكس (بالألمانية: Hugo Rex)‏ (و. 1861 – 1936 م) هو طبيب، وتربوي، وأستاذ جامعي نمساوي، ولد في براغ، توفي في براغ، عن عمر يناهز 75 عاماً.